# Na Rubieży
Na Rubieży – czasopismo historyczno-publicystyczne wydawane przez Stowarzyszenie Upamiętnienia Ofiar Zbrodni Ukraińskich Nacjonalistów (SUOZUN) przy wsparciu Fundacji im. Andrzeja Boboli.
Pismo ukazuje się od 1992. Jego redaktorem naczelnym do 8 kwietnia 2011 był płk Henryk Komański. Obecnym redaktorem naczelnym jest dr Michał Siekierka, wnuk Szczepana Siekierki.

## Redakcja
Redakcja czynna jest w poniedziałki i soboty od godz. 9 do 16.
 ul. Oławska 2 pok. 207
50-123 Wrocław